# Henrik (biskop)
För biskopen med samma namn, Finlands apostel, se Sankt Henrik.
Henrik, död mellan 1283 och 1287 i Akko, var biskop i Linköping från 1258 till 1283.
Det finns två dokumenterade besök av honom på Gotland. År 1277 åstadkom han en förlikning mellan nunnorna och Hellvi socken om att båda parterna skulle dela på det överflöd som strömmade in vid Olofsmässan där varje år. År 1280 fastställdes delningen för evig tid.